# Stalkerware
Stalkerware — це моніторингове або шпигунське ПЗ, яке використовується для сталкінгу. Поява терміна пов'язано зі збільшенням випадків використання комерційного шпигунського ПЗ для стеження за подружжям або інтимними партнерами.
Багато експертів з інформаційної безпеки і журналісти вживають термін stalkerware щодо будь-якого ПЗ (як свідомо шкідливого, так і до легальних комерційних продуктів для моніторингу), яке навіть потенційно може бути використано задля сталкінгу. При цьому виділяють наступні відмітні ознаки stalkerware:
- наявність потужних функцій моніторингу (кейлогер, зняття скріншотів екрану, моніторинг інтернет активності, періодична фіксація місця розташування, можливість запису відео і звуку);
- робота в прихованому режимі (моніторинг здійснюється без повідомлення про це користувача, додаток відсутній в списку встановлених програм, маскування ефектів у програмному забезпеченні під системні процеси і утиліти);
- вимога відключення антивірусної або вбудованої в ОС захисту для коректної установки та/або роботи програми;
- у випадку з мобільними додатками — установка в обхід офіційних магазинів додатків;
- пряме позиціонування виробником ПО свого продукту, як засоби стеження за інтимним партнером.

За підрахунками дослідників, 2018 року подібне ПЗ було встановлено понад 58 тисяч разів.
В серпні 2023 року, анонімні хакери заявили, що отримали доступ до систем розробника шпигунського ПЗ (stalkerware) WebDetetive та з метою захисту жертв від шпигунства, видалили інформацію про пристрої, що відстежувалися. За даними хакерів, WebDetetive вела стеження за більш ніж 76 000 пристроїв та їх власниками, зібравши понад 1,5 Гб даних. Хакери видалили всю інформацію, до якої їм вдалося отримати доступ. Відтепер WebDetetive стала не в змозі збирати дані з пристроїв користувачів. 
Дослідники з безпеки виявили основні ознаки шпигунського ПЗ (stalkerware) WebDetetive: 
- наявність функцій моніторингу (кейлогер, знімки екрану, моніторинг інтернет активності, відстеження розташування, запис відео та звуку);
- робота у прихованому режимі (без оповіщення користувача, програми немає у списку встановлених додатків, маскування під системні процеси);
- вимога відключення антивірусного або вбудованого в ОС захисту для встановлення та/або роботи програми;
- встановлення в обхід офіційних магазинів додатків[2].